# Sys
A .sys egy fájlkiterjesztés, amely például a Windowsban, illetve a DOS operációs rendszerben található meg.

## A sys struktúra
A legtöbb .sys file egy real mode hardver-illesztőprogram.
Bár a két fájlkiterjesztés kiejtése hasonlít egymáshoz, a .sys nem összekeverendő a Symbian operációs rendszer .sis kiterjesztésével.

## Példák a .sys fájlokra
Például a config.sys a rendszerbeállításokat tárolja.

## Fordítás
- Ez a szócikk részben vagy egészben  a(z)   .sys című angol Wikipédia-szócikk ezen változatának fordításán alapul.  Az eredeti cikk szerkesztőit annak laptörténete sorolja fel. Ez a jelzés csupán a megfogalmazás eredetét és a szerzői jogokat jelzi, nem szolgál a cikkben szereplő információk forrásmegjelöléseként.